# Olessia
Olessia (en russe : Олеся) est une nouvelle d'Alexandre Kouprine. C'est l'une des premières œuvres majeures de Kouprine, écrite en 1898 et publiée la même année dans le journal Kievlianin (en). De l'aveu même de l'auteur, c'est une de ses œuvres préférées. Le thème principal est l'amour tragique d'un jeune fonctionnaire pour une jeune fille, Olessia. L'action se déroule en Polésie, aux confins de l'Ukraine et de la Biélorussie actuelles.

## Sujet
Le héros du roman, Ivan Timofeïevitch part en mission pour six mois « dans une région reculée du Gouvernement de Volhynie, à la frontière de la Polésie». Il essaye de faire connaissance avec les paysans, leur apprend à se soigner, enseigne l'alphabet à son serviteur Iarmola, mais tout cela un peu en vain et il finit par s'ennuyer. La seule distraction qui lui reste est la chasse.
Un soir pluvieux, Iarmola raconte à Ivan Timofeïevitch, que le vent qui s'est levé c'est l'œuvre de la sorcière Manouilikha qui vit dans la forêt avec sa petite-fille. Trois jours plus tard, Ivan Timofeïevitch, égaré après un parcours de chasse, se retrouve dans l'isba de Manouilikha, où il fait la connaissance de sa petite-fille Olessia qui l'aide à retrouver son chemin de retour.
Au printemps, il revient vers l'isba dans la forêt et demande à Olessia de lui prédire l'avenir. Elle lui prédit une vie sans joie et solitaire soumis à des pulsions suicidaires. Elle lui raconte que dans un proche avenir lui viendra l'amour de la dame de trèfle, une femme aux cheveux noirs comme elle-même. Ivan Timofeïevitch ne croit pas aux cartes et lui demande de montrer ses capacités. En réponse Olessia lui montre qu'elle peut lui faire couler le sang puis guérir la plaie. Le jeune fonctionnaire devient un invité habituel de la cabane dans la forêt.
Un jour il surprend les deux femmes tout à fait découragées. L'officier Evpsikhi Afrikanovitch veut les expulser de leur cabane. Ivan Timofeïevitch soudoie l'officier pour éviter leur expulsion. Mas la fière Olessia s'offusque de cette intervention et les rapports entre elle et Ivan deviennent plus froids. Bientôt Ivan tombe malade et pendant plusieurs semaines il ne rencontre plus Olessia. Quand il se rétablit les sentiments des deux jeunes gens s'épanouissent à nouveau avec plus de force. La grand-mère ne voit pas cela d'un bon œil mais ils continuent à se rencontrer en secret. Un mois plus tard, Ivan doit retourner en ville, sa mission étant terminée. Il propose à Olessia de l'épouser et de l'accompagner, mais elle refuse, expliquant qu'elle ne peut se marier à l'église parce qu'elle est sorcière et qu'elle appartient donc au diable.
Le jour suivant Ivan rencontre le commandant Nikita Michenka, qui lui raconte que les paysans ont attrapé une sorcière et l'ont battue. Elle a réussi à s'enfuir et à partir dans les bois en proférant des malédictions. Ivan Timofeïevitch comprend qu'il s'agit d'Olessia. Il la retrouve et elle lui annonce qu'elle partira bientôt pour ne pas attirer davantage la haine des paysans. Elle est convaincue qu'elle et Ivan doivent se séparer. Ils font leurs adieux, mais un orage éclate avec une rare violence et le départ des deux femmes est précipité. Quand Ivan retourne une dernière fois dans la cabane les deux femmes ne se sont enfuies et il n'y trouve plus qu'un collier de perles rouges que les gens de Polésie appellent coraux, le seul souvenir de son amour.

## Critique
L'historien italien Ettore Lo Gatto, spécialiste de la littérature russe, considère qu'Olessia est un des contes dans lequel la personnalité de Kouprine s'exprime le mieux . Il y fait ressortir de façon réaliste et symboliste à la fois le conflit entre la personnalité individuelle et la société. On trouve aussi sa réponse aux doutes de ses personnages : ce n'est pas dans le monde cultivé ou civilisé qu'il faut chercher la solidarité et l'amour véritable mais dans un milieu simple, élémentaire. le roman se passe dans la lointaine Polésie, dans une cabane où vivent Olessia et son aïeule.

## Adaptations au cinéma
- Film : Olessia (Олеся) (1915, Russie) ;
- Film : La Sorcière (1956, France) d'André Michel avec Marina Vlady et Maurice Ronet dans les rôles principaux ;
- Film : Olessia (Олеся) (1971, URSS) de Boris Ivtchenko.